# Faiby
Faiby, vlastním jménem Filip Novák, (* 10. června 1982 Šternberk) je český rapper a producent. Od roku 2000 až do roku 2003 rapoval v kapele Rapline Crew a byl znám jako Faiby Jamaica.
V roce 2007 se stal majitelem nahrávacího studia v Brně.
V osobním životě pracuje jako marketingový konzultant v rámci projektu ZeptejSeFilipa.

## Diskografie
- Ruvido (2003)[2]
- Síla & čest (2005)[3]
- Hra na vrcholu (2008)[4]